# Brodriguesia santosii
Brodriguesia es un género monotípico de plantas de la subfamilia Caesalpinioideae, familia de las legumbres Fabaceae. Su única especie: Brodriguesia santosii Cowan, es originaria de Brasil.

## Descripción
Es un pequeño árbol que se encuentra en Brasil en Bahía.

## Taxonomía
Brodriguesia santosii fue descrita por  Richard Sumner Cowan y publicado en Brittonia 33(1): 9–11, f. 1, 2A–D. 1981.